# 日本の企業一覧 (金属製品)
日本の企業一覧(金属製品)（にほんのきぎょういちらん きんぞくせいひん）は、「証券コード協議会」が定める業種区分に基づき「金属製品」とされる日本の企業の一覧。

## ア行
- IHIインフラシステム
- アドバネクス(東証スタンダード・5998)
  - アドバネクスモーションデザイン
- アトムリビンテック(東証スタンダード・3426)
- アマテイ(東証スタンダード・5952)
- アルインコ(東証プライム・5933)
- アルコア・クロージャー・システムズ(JASDAQ・5904)
- アルファ (鍵)(東証スタンダード・3434)
- RS Technologies(東証プライム・3445)
- アルメタックス(東証スタンダード・5928)
- 稲葉製作所(東証スタンダード・3421)
- イハラサイエンス(東証スタンダード・5999)
- イワブチ(東証スタンダード・5983)
- エア・ウォーター・エモト（旧・江本工業,エア・ウォーター・リビング）(JASDAQ・7948)
- エイチワン(東証プライム・5989)
- エスイー(東証スタンダード・3423)
- NTNアドバンストマテリアルズ
- エムケー精工(東証スタンダード・5906)
- OMソーラー（旧・オーエム計画）（GSエマージング・2401）
- 岡部 (金属加工)(東証プライム・5959)
- 大谷工業(東証スタンダード・5939)
- オーネックス(東証スタンダード・5987)
- オギハラ

## カ行
- カネソウ(名証メイン・5979)
- 兼房(東証スタンダード・5984)
- 川岸工業(東証スタンダード・5921)
- 川田テクノロジーズ(東証プライム・3443)
  - 川田工業(東証1・5931)
- 元旦ビューティ工業(東証スタンダード・5935)
- 菊池製作所(東証スタンダード・3444)
- 菊池プレス工業→ジーテクト
- 技術承継機構(東証グロース・319A)
- 協立エアテック(東証スタンダード・5997)
- 共和工業所(東証スタンダード・5971)
- ケーツーワークス＜キッチンなど＞
- ケー・エフ・シー(東証スタンダード・3420)
- 京都機械工具(東証スタンダード・5966)
- 高周波熱錬(東証プライム・5976)
- 駒井鉄工→駒井ハルテック
- 駒井ハルテック(東証スタンダード・5915)
- コロナ(東証スタンダード・5909)

## サ行
- サンウエーブ＜キッチンなど＞（東証1・7993）→LIXIL
- SUMCO(東証プライム・3436)
- SUMCO TECHXIV(東証2・5977)
- 三協立山(東証プライム・5932)
- サンコーテクノ(東証スタンダード・3435)
- サンコール(東証スタンダード・5985)
- 山王 (金属めっき)(東証スタンダード・3441)
- サンポット(東証2・3428)
- 三洋工業(東証スタンダード・5958)
- 三和ホールディングス(東証プライム・5929)
- ジーテクト(東証プライム・5970)
- ジェイテックコーポレーション(東証プライム・3446)
- 昭和鉄工(福証・5953)
- シンポ(東証スタンダード・5903)
- 信和(東証スタンダード・3447)
- JFEコンテイナー(東証スタンダード・5907)
- ストロベリーコーポレーション
- スーパーツール(東証スタンダード・5990)
- JST (企業)(東証2・5919)
- 関口産業株式会社
- センクシア

## タ行
- ダイケン(東証スタンダード・5900)
- ダイニチ工業(東証スタンダード・5951)
- 高田機工(東証スタンダード・5923)
- 立川ブラインド工業(東証プライム・7989)
- 田中亜鉛鍍金(JASDAQ・5980)
- 瀧上工業(東証スタンダード・5918)
- 知多鋼業(名証メイン・5993)
- 中央発條(東証スタンダード・5992)
- 中央ビルト工業(東証スタンダード・1971)
- 中国工業(東証スタンダード・5974)
- 長府製作所(東証プライム・5946)
- テクニスコ(東証スタンダード・2962)
- テクノフレックス(東証スタンダード・3449)
- 天龍製鋸(東証スタンダード・5945)
- トーアミ(東証スタンダード・5973)
- トーカロ(東証プライム・3433)
- トーソー(東証スタンダード・5956)
- トープラ(大証2・5954)
- 東プレ(東証プライム・5975)
- 東京製綱(東証プライム・5981)
- トーヨーキッチンスタイル＜キッチンなど＞
- 東洋シヤッター(東証スタンダード・5936)
- 東洋製罐グループホールディングス(東証プライム・5901)
  - 東洋製罐
- 東洋刃物(東証スタンダード・5964)
- 特殊電極(東証スタンダード・3437)
- トクラス＜キッチンなど＞
- TONE(東証スタンダード・5967)

## ナ行
- 中西製作所(東証スタンダード・5941)
- 那須電機鉄工(東証スタンダード・5922)
- ナスラック＜キッチンなど＞
- 日創プロニティ(東証スタンダード・3440)
- 日鉄ドラム(東証2・5908)
- 日東精工(東証プライム・5957)
- 日本橋梁
- 日本建鐵(東証1・5972)
- 日本製罐(東証スタンダード・5905)
- 日本調理機(東証スタンダード・2961)
- 日本ティーエス
- 日本発条(東証プライム・5991)
- 日本パワーファスニング(東証スタンダード・5950)
- 日本フイルコン(東証スタンダード・5942)
- ネスター＜キッチンなど＞
- ネポン(東証スタンダード・7985)
- ノーリツ(東証プライム・5943)

## ハ行
- パーパス＜キッチンなど＞
- ハーマン
- ハーマンプロ
- パイオラックス(東証プライム・5988)
- ハウステック＜キッチンなど＞
- ファーストプラス＜キッチンなど＞
- ファインシンター(東証スタンダード・5994)
- 不二サッシ(東証スタンダード・5940)
- フジマック(東証スタンダード・5965)
- 文化シヤッター(東証プライム・5930)
- ホッカンホールディングス(東証プライム・5902)

## マ行
- 丸信金属工業＜キッチンなど＞
- 丸順 (東証スタンダード・3422)
- マルゼン (厨房機器)(東証スタンダード・5982)
- MIEコーポレーション(名証メイン・3442)
  - MIE テクノ(名証2・5397)
- 三ツ知(東証スタンダード・3439)
- 三益半導体工業（東証プライム・8155）
- ミヤコ (水まわり)(JASDAQ・3424)
- 宮地エンジニアリンググループ(東証プライム・3431)
- モリテック スチール(東証スタンダード・5986)

## ヤ行
- UACJ金属加工
- 横河ブリッジホールディングス(東証プライム・5911)

## ラ行
- LIXIL(東証プライム・5938)
- リンナイ(東証プライム・5947)
- レゾナック（旧・日立化成→昭和電工マテリアルズ）
- ロブテックス(東証スタンダード・5969)

## ワ行
- ワイズホールディングス(東証スタンダード・5955)
- ワンド（旧・マイセット）＜キッチンなど＞